# Boechera lyallii
Boechera lyallii är en korsblommig växtart som först beskrevs av Sereno Watson, och fick sitt nu gällande namn av Robert D. Dorn. Boechera lyallii ingår i släktet indiantravar, och familjen korsblommiga växter. Inga underarter finns listade i Catalogue of Life.

## Bildgalleri

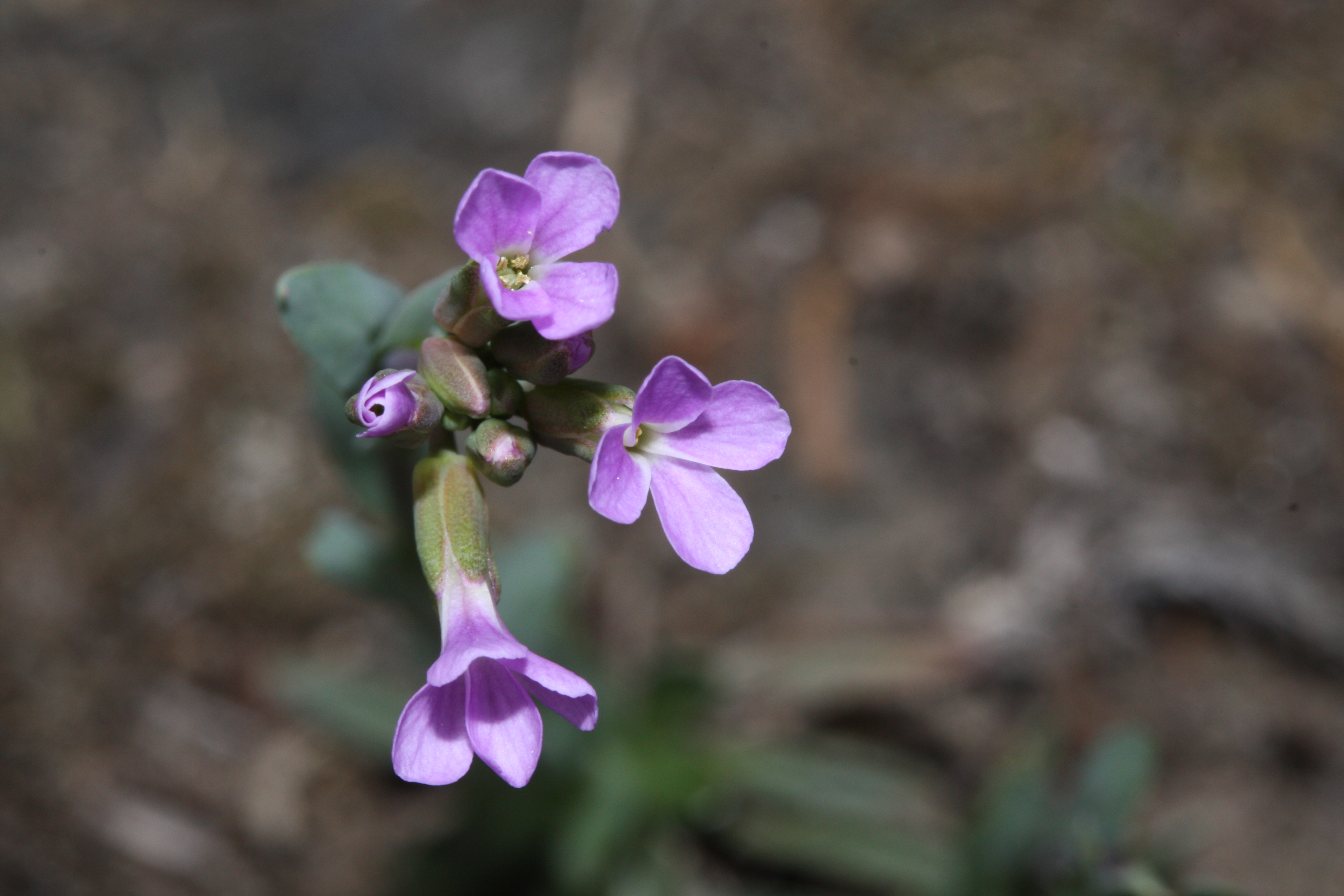
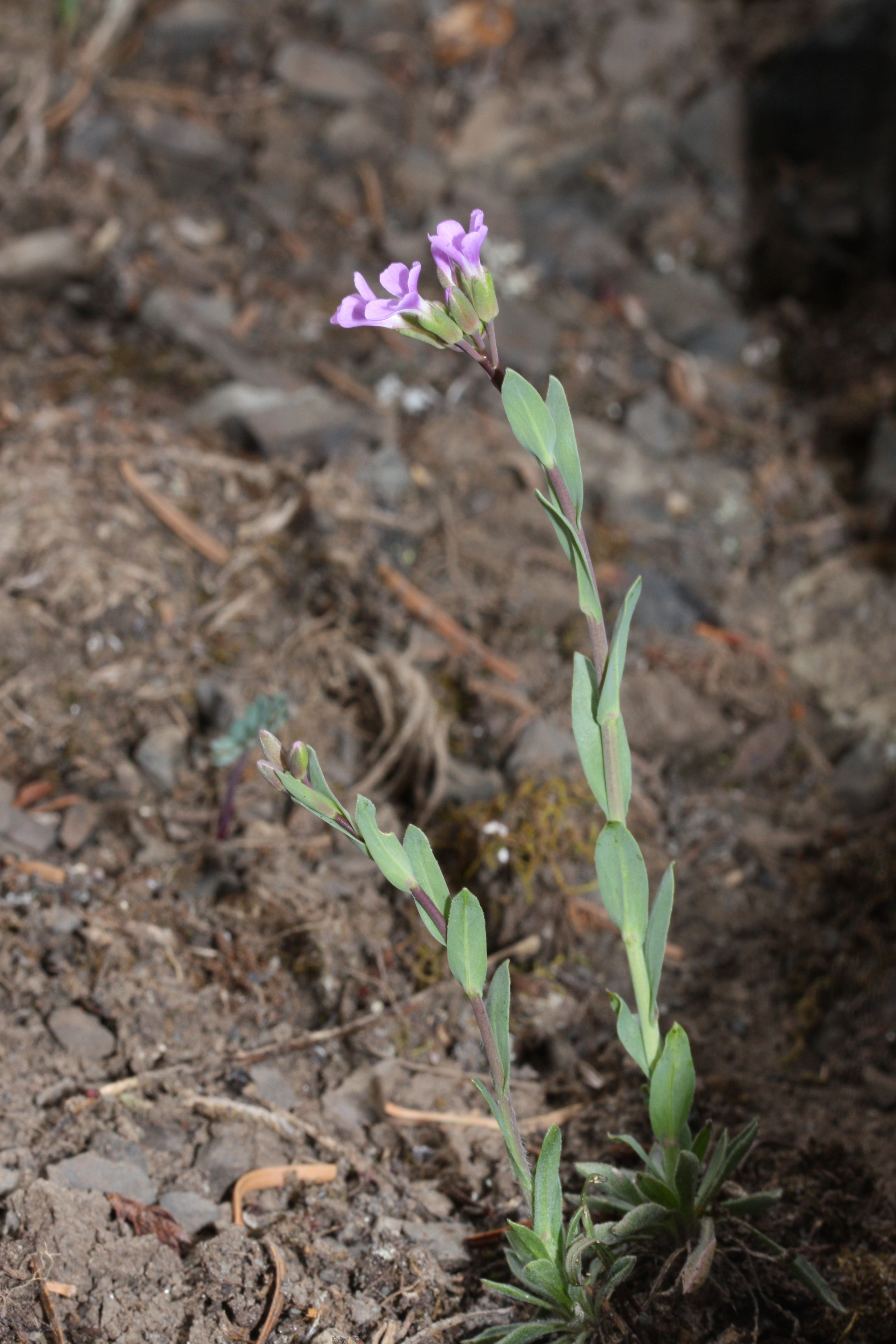
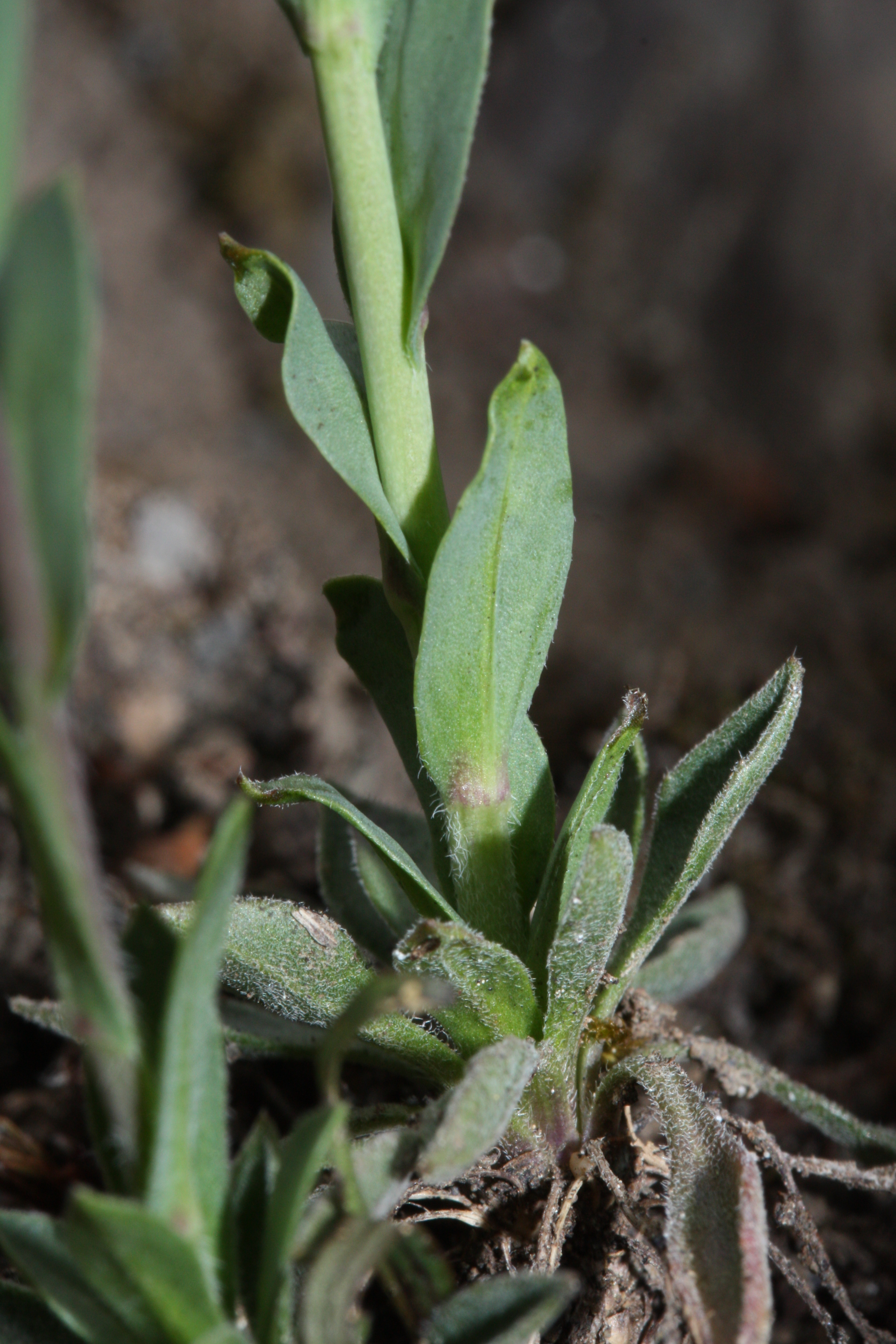
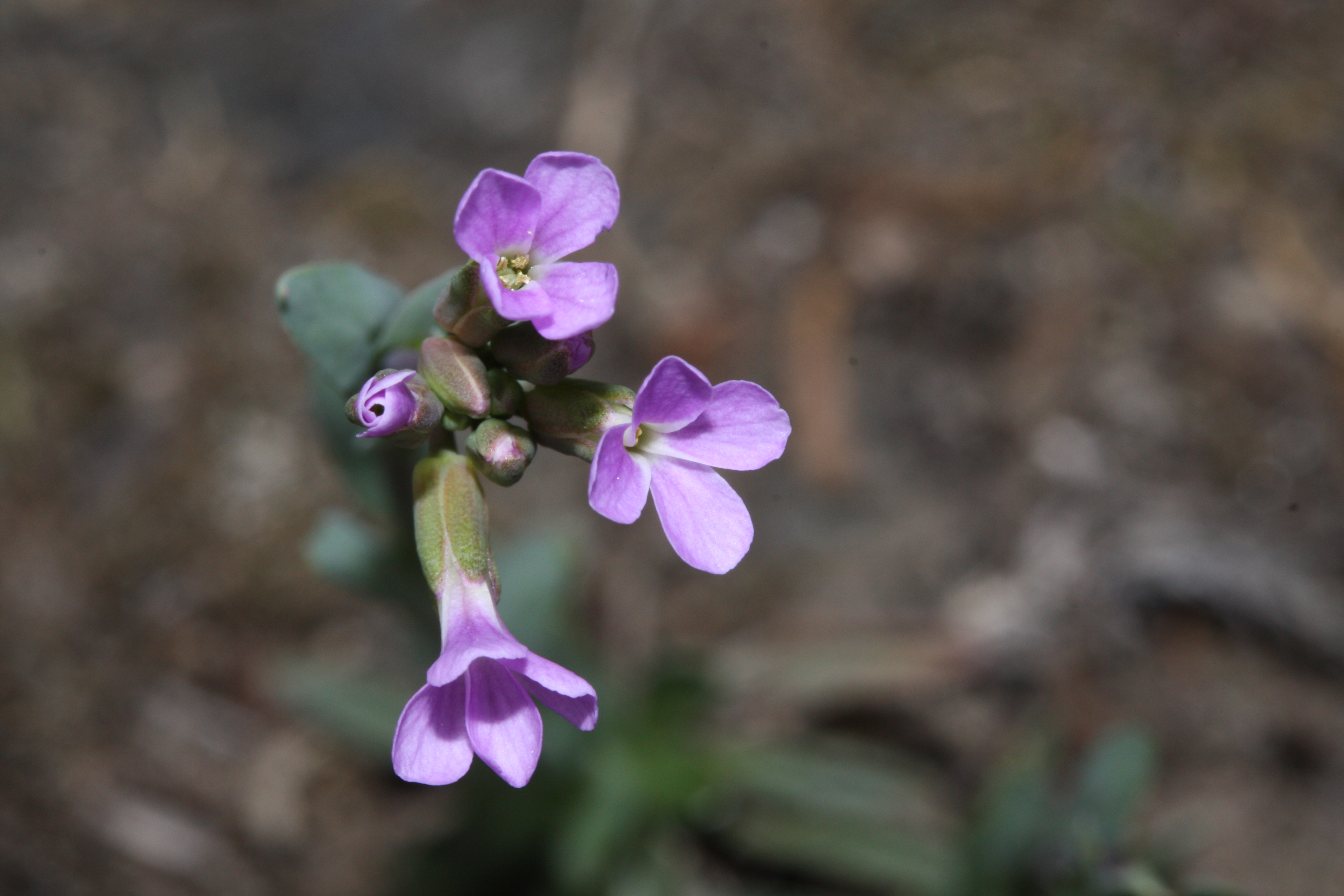
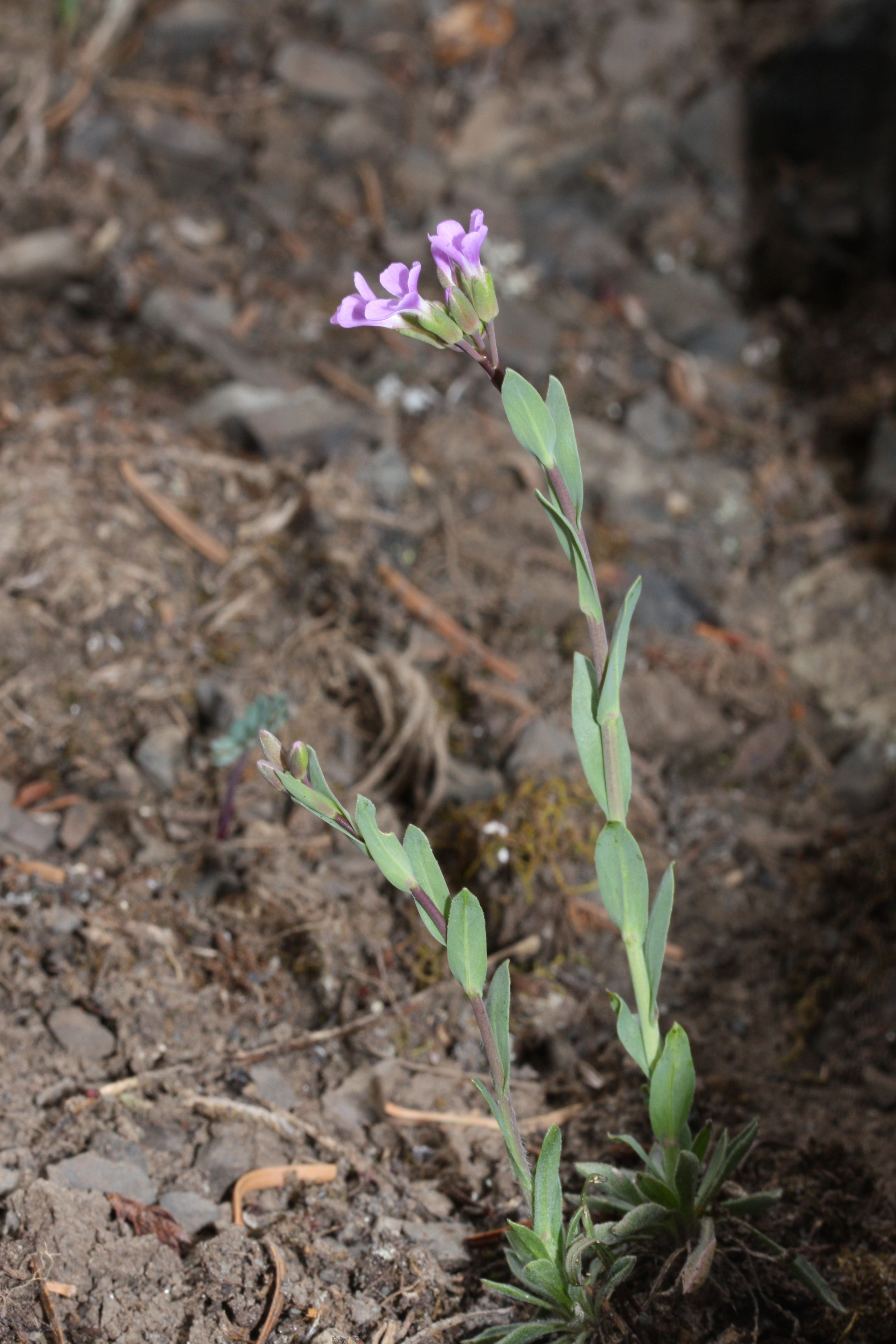
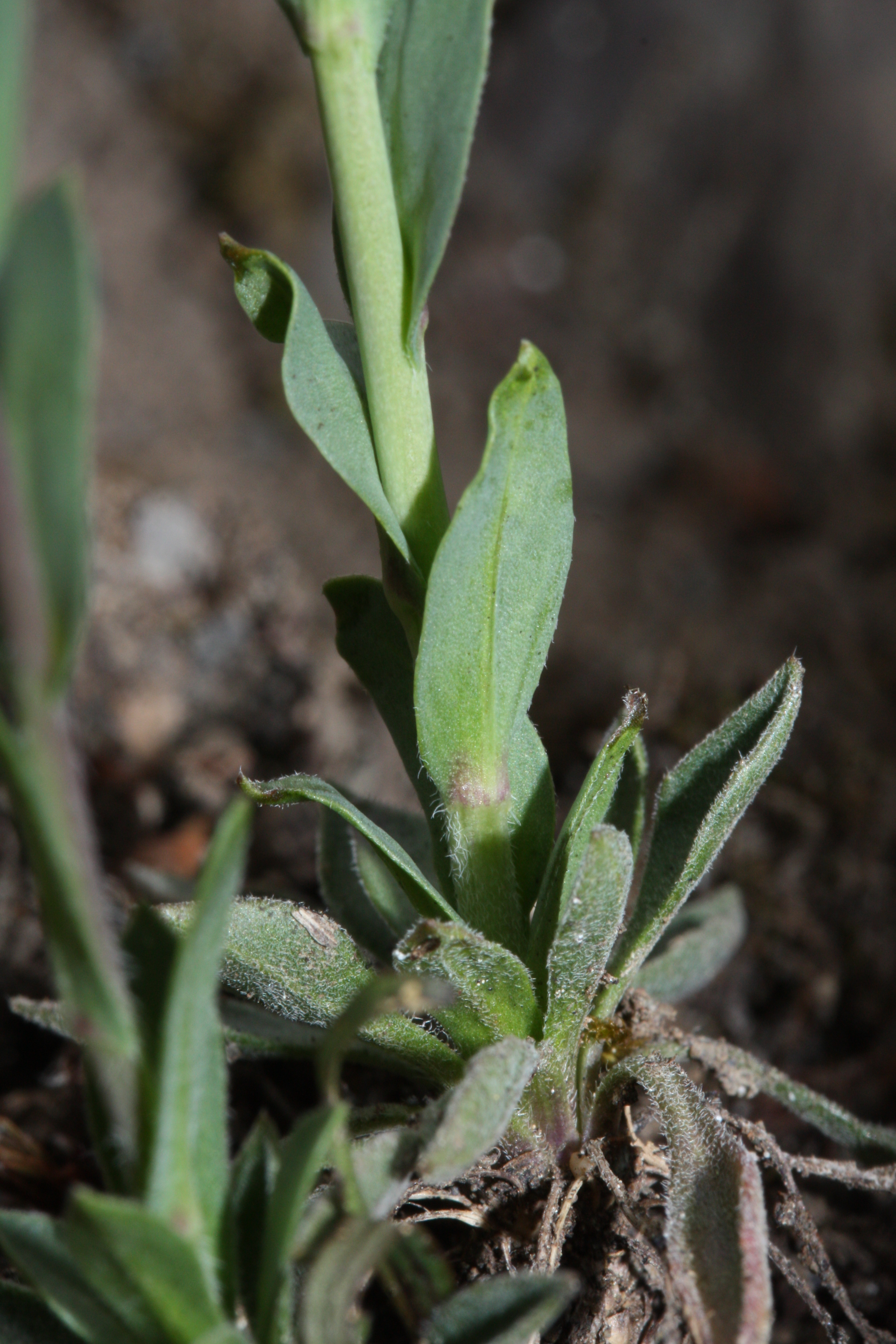